# Indietronica
Indietronica is een muziekgenre dat indierock combineert met elektronische muziek als IDM en veel invloeden uit het werk van elektronische pioniers als Kraftwerk. Het kenmerkt zich door rustige beats en melodieën, gecombineerd met pop/rock-achtige zanglijnen. Andere benamingen zijn indie electronic, indielectronica, indietronic, indietronics and lap-pop.
Het genre begon zich te ontwikkelen aan het einde van de jaren negentig, onder meer door het werk van de Duitse band The Notwist. Begin 21e eeuw kreeg het genre meer populariteit, mede doordat enkele bekende muzikanten zich in het genre begonnen te bewegen. Dit uitte zich onder meer in het solo-album van Radiohead-frontman Thom Yorke en de band The Postal Service, een samenwerking tussen Jimmy Tamborello (Dntel, Figurine) en Ben Gibbard (Death Cab for Cutie).

## Bekende artiesten
- Foster the People
- MGMT
- múm
- The Postal Service
- Röyksopp
- Stereolab
- Thom Yorke